# Menoux
Menoux és un municipi francès situat al departament de l'Alt Saona i a la regió de Borgonya - Franc Comtat. L'any 2007 tenia 277 habitants.

## Demografia

### Població
El 2007 la població de fet de Menoux era de 277 persones. Hi havia 107 famílies, de les quals 26 eren unipersonals (17 homes vivint sols i 9 dones vivint soles), 43 parelles sense fills, 34 parelles amb fills i 4 famílies monoparentals amb fills.
La població ha evolucionat segons el següent gràfic:
Habitants censats

### Habitatges
El 2007 hi havia 130 habitatges, 114 eren l'habitatge principal de la família, 9 eren segones residències i 6 estaven desocupats. 116 eren cases i 14 eren apartaments. Dels 114 habitatges principals, 93 estaven ocupats pels seus propietaris, 20 estaven llogats i ocupats pels llogaters i 1 estava cedit a títol gratuït; 1 tenia una cambra, 3 en tenien dues, 12 en tenien tres, 32 en tenien quatre i 66 en tenien cinc o més. 60 habitatges disposaven pel capbaix d'una plaça de pàrquing. A 43 habitatges hi havia un automòbil i a 64 n'hi havia dos o més.

### Piràmide de població
La piràmide de població per edats i sexe el 2009 era:
| Homes | Edats   | Dones |
| ----- | ------- | ----- |
| 0     | 95 o +  | 0     |
| 4     | 90 a 94 | 0     |
| 0     | 85 a 89 | 0     |
| 0     | 80 a 84 | 0     |
| 0     | 75 a 79 | 0     |
| 4     | 70 a 74 | 12    |
| 16    | 65 a 69 | 12    |
| 8     | 60 a 64 | 12    |
| 4     | 55 a 59 | 4     |
| 4     | 50 a 54 | 0     |
| 8     | 45 a 49 | 8     |
| 8     | 40 a 44 | 12    |
| 0     | 35 a 39 | 8     |
| 16    | 30 a 34 | 8     |
| 0     | 25 a 29 | 16    |
| 0     | 20 a 24 | 4     |
| 8     | 15 a 19 | 4     |
| 16    | 10 a 14 | 4     |
| 8     | 5 a 9   | 20    |
| 4     | 0 a 4   | 4     |

## Economia
El 2007 la població en edat de treballar era de 170 persones, 127 eren actives i 43 eren inactives. De les 127 persones actives 122 estaven ocupades (67 homes i 55 dones) i 4 estaven aturades (1 home i 3 dones). De les 43 persones inactives 12 estaven jubilades, 17 estaven estudiant i 14 estaven classificades com a «altres inactius».

### Ingressos
El 2009 a Menoux hi havia 114 unitats fiscals que integraven 291,5 persones, la mediana anual d'ingressos fiscals per persona era de 15.497 €.

### Activitats econòmiques
Dels 4 establiments que hi havia el 2007, 1 era d'una empresa de comerç i reparació d'automòbils, 1 d'una empresa de transport, 1 d'una empresa d'informació i comunicació i 1 d'una empresa financera.
L'any 2000 a Menoux hi havia 4 explotacions agrícoles que ocupaven un total de 684 hectàrees.

## Equipaments sanitaris i escolars
El 2009 hi havia una escola elemental integrada dins d'un grup escolar amb les comunes properes formant una escola dispersa.

## Poblacions més properes
El següent diagrama mostra les poblacions més properes.